# Acadêmicos da Abolição
Grêmio Recreativo Escola de Samba Acadêmicos da Abolição é uma escola de samba da cidade do Rio de Janeiro, fundada a 20 de janeiro de 1976.
Está localizada na Zona Norte do Rio de Janeiro, precisamente em bairro de mesmo nome. As cores de seu pavilhão são verde e branco.

## História

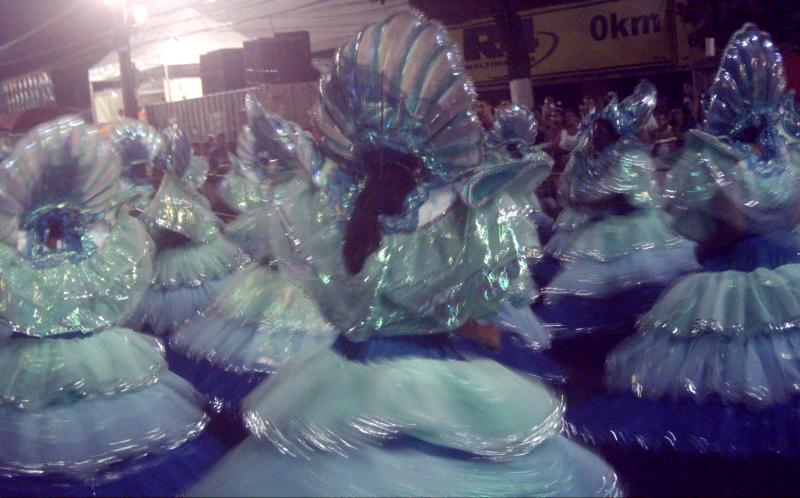
Ala das baianas da escola de samba Acadêmicos da Abolição.

Desfilou pela primeira vez, como escola de samba em 1993. Esteve na Marquês da Sapucaí em 1995 e 1996. No ano de 2009, apresentou como enredo o Rio São Francisco, obtendo a 4º colocação com 158,4 pontos, permanecendo no mesmo grupo.

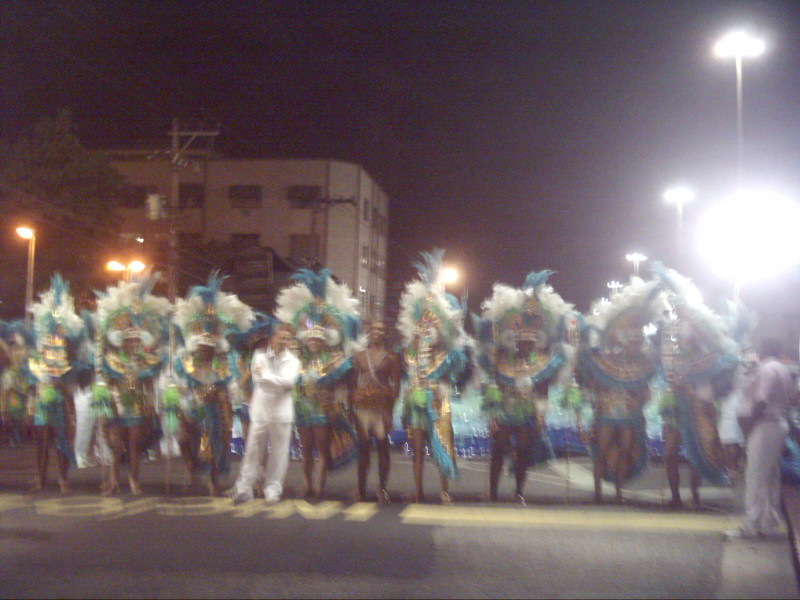
Comissão de frente da Acadêmicos da Abolição, no Carnaval 2009.

Em 2012, iria homenagear duas ex-baluartes da Mangueira (Dona Neuma e Zica) com o tema com o enredo Dona Zica e Dona Neuma – As Estrelas Verde e Rosa, enredo esse que seria desenvolvido por Jhonson Santos. Porém, no meio do ano, a escola trocou o carnavalesco por Levi Cintra, e junto, mudou também o tema do desfile, para um enredo sobre o arroz. Naquele ano, seria rebaixada para o grupo D.
Depois do carnaval, houve uma eleição em que se sagrou vencedor Marcelo Dentinho como novo presidente da escola. Optado por um enredo afro, levou Márcio Puluker como idealizador e carnavalesco, Anderson Bala como intérprete, porém este último, devido a problemas particulares, desligou-se da agremiação, sendo substituído pela dupla Tuninho Azevedo e Ademir de São Miguel.
Em 2014, mesmo estando como carnavalesco da Cubango, Márcio Puluker permaneceu como carnavalesco da escola, só que dividindo o posto com Giovanni Targa. Inicialmente, a escola iria homenagear o tradicional River Futebol Clube, do vizinho bairro da Piedade, mas acabou por alterar novamente o enredo, apresentando mais uma vez um enredo afro.
Para sua volta ao grupo B, em 2015, a Acadêmicos da Abolição definiu um enredo sobre os 450 anos da cidade do Rio de Janeiro. Porém devido a problemas internos, a escola desfilou apenas com seu pavilhão, sendo automaticamente rebaixada.
Em 2016, a agremiação trouxe um enredo sobre a mística das águas, e veio a ser novamente rebaixada.
Em 2017, a escola apresentou o orixá Oxóssi como tema de seu desfile. Após enfrentar problemas internos, com a diretoria renovada, marcando a chegada do presidente Neto Dória e seu vice Leo Sabego, faltando 1 mês para o desfile, a escola trouxe os carnavalescos Fábio Henriques e Victor Angelo, o casal Evelyn Estrela e Weslen Santo para conduzir o pavilhão da escola, além do coreógrafo Léo Torres para a comissão de frente. Após uma apuração acirrada, a escola conquistou o 10º lugar, se mantendo no Grupo D.
Em 2018, foi a quarta escola a desfilar na Estrada Intendente Magalhães, defendendo um enredo de temática ambientalista, desenvolvido pelo departamento cultural da escola, formado pelos pesquisadores Léo Torres, Vladimir Rocha e Raquel Faria.
Em 2019, a escola apostou em um enredo sobre representatividade afro-descendente, apresentando a vida e a obra da escritora Conceição Evaristo. Naquele ano, alcançou o 4° Lugar na apuração, se mantendo no Grupo D, em um desfile que contou com a estreia da porta-bandeira Rayara Monnier, ao lado de Weslen Santos e a promoção da musa Larissa Melo, à rainha da bateria. 

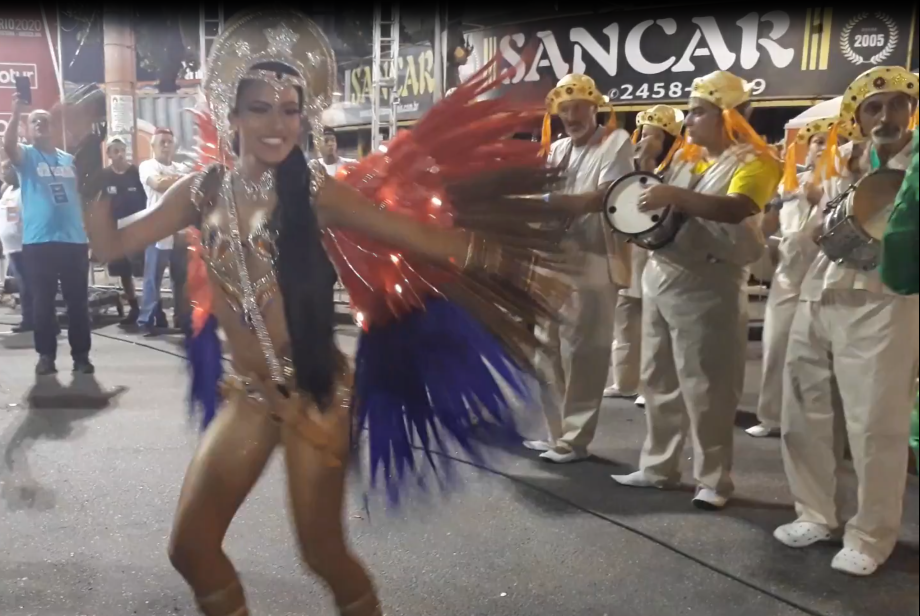
Larissa Melo, rainha de bateria da Acadêmicos da Abolição.

Já em 2020, com a redivisão dos grupos dos desfiles da Intendente Magalhães, a escola acabou sendo promovida, juntamente com as demais, da quinta para a quarta divisão do Carnaval, apresentando diversas mudanças nos seus segmentos, para um desfile que abordou a Feira de São Cristóvão, que completava 75 anos.

## Segmentos

### Presidentes
| Ano                | Presidente | Ref.   |
| André Luis Avelino | 2002–2003  | [ 8 ]  |
| Joelson Martins    | 2004       | [ 8 ]  |
| André Luis Avelino | 2005–2012  | [ 8 ]  |
| Marcos Dentinho    | 2013–2015  | [ 9 ]  |
| Darcy Silveira     | 2015–2016  |        |
| Neto Dória         | 2017–2021  | [ 10 ] |

### Diretores
| Ano       | Diretor de Carnaval     | Diretor de harmonia          | Mestre de bateria         | Ref.   |
| --------- | ----------------------- | ---------------------------- | ------------------------- | ------ |
| 2017      |                         | Wilmar                       | Douglas Jorge             |        |
| 2018-2019 |                         | Dalton Ferreira              | Douglas Jorge             |        |
| 2020      | Vladimir Oliveira Rocha | Alexandre Carvalho “Novinho” | Carlos Alexandre "Lerdão" | [ 10 ] |
| 2021      | Vladimir Oliveira Rocha | Alexandre Carvalho “Novinho” | Carlos Alexandre "Lerdão" |        |

### Coreógrafos
| Ano       | Nome                       | Ref.   |
| --------- | -------------------------- | ------ |
| 2013–2015 | Victor Hugo                |        |
| 2016      | Jardel Lemos               |        |
| 2017-2021 | Léo Torres e Daniel Ferrão | [ 10 ] |

### Intérpretes
| Período         | Intérprete oficial                     | Referência |
| --------------- | -------------------------------------- | ---------- |
| 1998–2003       | Mesquitinha e Luís Carlos              | [ 11 ]     |
| 2004–2005       | Diego Chocolate                        | [ 12 ]     |
| 2006–2007       | Sandro Motta                           | [ 11 ]     |
| 2008            | Lico Monteiro                          | [ 11 ]     |
| 2009–2010       | Gago                                   | [ 11 ]     |
| 2011–2012       | Fabrício Alves                         | [ 11 ]     |
| 2013–2015       | Tuninho Azevedo e Ademir de São Miguel | [ 11 ]     |
| 2016            | Geovani Trindade                       | [ 11 ]     |
| 2017–2019       | Raphael Krek                           | [ 11 ]     |
| 2020 - 2024     | Digão Audaz                            | [ 10 ]     |
| 2025 - presente | Digão Audaz e Emerson Dias             |            |

### Casal de Mestre-sala e Porta-bandeira
| Ano       | Nome                                | Ref.   |
| --------- | ----------------------------------- | ------ |
| 2012      | Willian Miranda e Thainara Mathias  |        |
| 2013      | Ewerton Anchieta e Thainara Mathias | [ 13 ] |
| 2014      | Paulo Roberto e Thainara Mathias    |        |
| 2015      | Wanderson e Fabiana Cid             |        |
| 2017-2018 | Weslen Santos e Evelyn Estrela      |        |
| 2019      | Weslen Santos e Rayara Monnier      |        |
| 2020      | Raison Alves e Dandara Luiza        | [ 10 ] |
| 2021      | Raison Alves e Dandara Luiza        |        |

### Corte de Bateria
| Período     | Rainha de bateria   | Madrinha de bateria | Ref.          |
| 2008-2009   | Aisha Cruz          |                     |               |
| 2010        | Gi Maurity          |                     |               |
| 2011-2012   | Andrea Martins      |                     | [ 14 ]        |
| 2013-2014   | Julyana Albuquerque |                     | [ 2 ]         |
| 2015-2016   | Nininha Strass      | Jéssyca Gessi       |               |
| 2017        | Lili Tudão          |                     |               |
| 2018        | Aline Souza         | Cristina Fernandes  | [ 15 ]        |
| 2019 - 2020 | Larissa Melo        | -                   | [ 16 ] [ 10 ] |

## Carnavais
| Ano | Colocação | Grupo | Enredo | Carnavalesco | Ref.          |
| --- | --- | --- | --- | --- | ------------- |
| 1998 | 12.º Lugar (Rebaixada)                                                                                                | Grupo C (terceira divisão)                                                                                            | Dê ao Rio o que é do Rio: porquê eu tô maluco | Sérgio Murilo e Alberto Paixão | [ 11 ]        |
| 1999 | 10.º Lugar (Rebaixada)                                                                                                | Grupo D (quinta divisão)                                                                                              | Ao despertar do relógio, que sufoco. Vai começar tudo de novo | Silvio César | [ 11 ]        |
| 2000 | Vice-campeã | Grupo E (sexta divisão)                                                                                               | Brasil te amo ainda mais | Carlinhos da Abolição | [ 11 ]        |
| 2001 | 3.º Lugar | Grupo D (quinta divisão)                                                                                              | Miscigenação, a cara do povo | Lane Santana | [ 17 ]        |
| 2002 | Vice-campeã | Grupo D (quinta divisão)                                                                                              | Nada se perde, tudo se recicla | Lane Santana | [ 18 ]        |
| 2003 | 5.º Lugar | Grupo C (quarta divisão)                                                                                              | Gauiá, Guapi, Guarím, Guapimirim a nascente do amor | Comissão de Carnaval (Joel Maouzinho, Maria Eugênia, Carla Maria, Maria da Conceição, Giselle Dexheimer, Oswaldo Jardim e Nonato Trinta) | [ 19 ]        |
| 2004 | 4.º Lugar | Grupo C (quarta divisão)                                                                                              | Brasil grande por natureza e rico em pobreza | Joel Moutinho | [ 20 ]        |
| 2005 | 10.º Lugar | Grupo C (quarta divisão)                                                                                              | Neste carnaval, a Acadêmicos da Abolição é surreal | Lane Santana e Alexandre Santos | [ 21 ]        |
| 2006 | 5.º Lugar | Grupo C (quarta divisão)                                                                                              | Na terra, na água, no fogo, no ar os espíritos da natureza clamam pela vida | Lane Santana e Alexandre Santos | [ 22 ]        |
| 2007 | 6.º Lugar | Grupo C (quarta divisão)                                                                                              | Sou Abolição, sou forte e hoje estou com a sorte | Comissão de Carnaval (Gio Salles, Renata Caulliraux e Alexandre Devecchi)                                                                | [ 23 ]        |
| 2008 | 7.º Lugar | Grupo C (quarta divisão)                                                                                              | Do papiro ao e-mail, a Abolição mostra seu papel na Avenida! | Renata Caulliraux e Morgana Bastos | [ 24 ]        |
| 2009 | 4.º Lugar | Grupo RJ-2 (quarta divisão)                                                                                           | Rio São Francisco, um tanto pai, um tanto mestre, um tanto santo | Morgana Bastos | [ 25 ]        |
| 2010 | 6.º Lugar | Grupo RJ-2 (quarta divisão)                                                                                           | Naveguei, naveguei, um paraíso encontrei! | Marcos Oliveira e Adriana Freitas | [ 26 ]        |
| 2011 | 11.º Lugar | Grupo C (quarta divisão)                                                                                              | Mãe Bahia, terra de encantos, crenças e magias... (Samba-enredo composto por Nalva Escafura, Lapisinho, J. Rabelo, Zequinha do Cavaco e Cezinha) | Marcos Oliveira e Adriana Freitas | [ 27 ]        |
| 2012 | 13.º Lugar | Grupo C (quarta divisão)                                                                                              | De acompanhante à prato principal, a Abolição vem mostrar o arroz no Carnaval! | Levi Cintra | [ 28 ]        |
| 2013 | 7.º Lugar | Grupo C (quarta divisão)                                                                                              | Sou negro, sou raça, sou vida .... Sou Abolição | Marcio Puluker | [ 29 ] [ 5 ]  |
| 2014 | 4.º Lugar | Grupo C (quarta divisão)                                                                                              | Brilhando com toda raça, Abolição aos povos abraça! A origem das raças – A lenda colombiana | Marcio Puluker e Giovanni Targa | [ 7 ] [ 30 ]  |
| 2015 | 18.º Lugar (Rebaixada)                                                                                                | Série B (terceira divisão)                                                                                            | E assim se descobriu o Rio de Janeiro do Brasil! | Giovanni Targa e Rondineli Allemand |               |
| 2016 | 12.º Lugar (Rebaixada)                                                                                                | Série C (quarta divisão)                                                                                              | Nos encantos das águas, Abolição lava a alma (Samba-enredo composto por Thiago Sousa, Igor Vianna, Victor Alves, Alex Alves, Renatinho do Cavaco, Geovanni Trindade e Raphael O Krek) | Beto Botelho | [ 31 ]        |
| 2017 | 10.º Lugar | Série D (quinta divisão)                                                                                              | Oxóssi, o caçador | Victor Angelo e Fabio Molhada |               |
| 2018 | 5.º Lugar | Série D (quinta divisão)                                                                                              | É Preciso Preservar | Fábio Henriques, Léo Torres, Vladimir Oliveira e Raquel Faria                                                                            | [ 32 ]        |
| 2019 | 4.º Lugar | Série D (quinta divisão)                                                                                              | Conceição Evaristo - A “escrevivência” abolicionista em versos, poemas e contos | Léo Torres, Vladimir Oliveira e Raquel Faria                                                                                             | [ 33 ]        |
| 2020 | 4.º Lugar | Acesso da Intendente (quarta divisão)                                                                                 | Dos primeiros nordestinos, que deixaram seu torrão, Abolição exalta a Feira de São Cristóvão: o coração do Nordeste no Rio Compositores:Renan Diniz, Thiago Bahiano, Márcio de Deus, Tinga, Jefferson Oliveira, João Perigo, Lico Monteiro, Dr. Márcio, Thiago Vaz, Kevin Sardou e Luizinho das Camisas | Vladimir Oliveira, Raquel Faria e Léo Torres                                                                                             | [ 34 ] [ 10 ] |
| Inicialmente adiados para o mês de julho, os desfiles do Carnaval 2021 foram cancelados devido a pandemia de Covid-19 | Inicialmente adiados para o mês de julho, os desfiles do Carnaval 2021 foram cancelados devido a pandemia de Covid-19 | Inicialmente adiados para o mês de julho, os desfiles do Carnaval 2021 foram cancelados devido a pandemia de Covid-19 | Inicialmente adiados para o mês de julho, os desfiles do Carnaval 2021 foram cancelados devido a pandemia de Covid-19 | Inicialmente adiados para o mês de julho, os desfiles do Carnaval 2021 foram cancelados devido a pandemia de Covid-19                    | [ 35 ]        |
| 2022 | 12.º Lugar | Série Prata (Sábado) (terceira divisão)                                                                               | É samba, é popular. É Alex Escobar | Vladimir Oliveira, Raquel Faria e Léo Torres                                                                                             | [ 36 ]        |
| 2023 | 12.º Lugar | Série Prata (Sexta-feira) (terceira divisão)                                                                          | Bato tambor, logo existo! Luiz Antonio Simas - A Essência e Resistência da Rua Compositores: Gigi da Estiva, Alexandre Reis, Fagundinho e Nego Vini | Vladimir Oliveira, Raquel Faria e Léo Torres                                                                                             | [ 37 ]        |
| 2024 | 9.º Lugar | Série Prata (Sexta-feira) (terceira divisão)                                                                          | Axé Ngoma! A Festa do Batuque Ancestral! | Vladimir Oliveira, Raquel Faria, Livinha Pessoa e Cristiano Prado                                                                        | [ 38 ]        |
| 2025 | 3.º Lugar | Série Prata (Terça-feira) (terceira divisão)                                                                          | Os Reis da Rua Compositores: Cláudio Russo, Lequinho, Thiago Meiners, Claudio Matos, Fadico, Zé Moraes, Igor Fininho e Victor Mendes | Antônio Gonzaga, Thayssa Menezes, Jovanna Souza, Raquel Martins e Pedro Duque                                                            |               |

## Premiações
Prêmios recebidos pelo GRES Acadêmicos da Abolição.
| Ano  | Prêmio              | Categoria / premiados | Grupo   | Ref.   |
| ---- | ------------------- | --- | ------- | ------ |
| 2004 | Troféu Jorge Lafond | Casal de Mestre-sala e Porta-bandeira (Alexandro e Manoela)                                                                                           | Grupo C | [ 39 ] |
| 2004 | Troféu Jorge Lafond | Ala mirim | Grupo C | [ 39 ] |
| 2004 | Troféu Jorge Lafond | Velha guarda | Grupo C | [ 39 ] |
| 2006 | Troféu Jorge Lafond | Mestre-sala (Feliciano Junior) | Grupo C | [ 40 ] |
| 2007 | Troféu Jorge Lafond | Samba-enredo ("Sou Abolição, sou forte e hoje estou com a sorte" - Compositores: Waguinho Olá, Zilmar Conde, Marcelo Poesia, Dudú e Carlinhos Maciel) | Grupo C | [ 41 ] |
| 2008 | Troféu Jorge Lafond | Destaque | Grupo C | [ 42 ] |
| 2009 | Troféu Jorge Lafond | Comissão de frente | Grupo C | [ 43 ] |
| 2009 | Troféu Jorge Lafond | Rainha de bateria | Grupo C | [ 43 ] |
| 2015 | SRZD-Carnaval       | Destaque dos desfiles da Intendente Magalhães (Jéssica Gessi - Rainha de bateria)                                                                     | Série B | [ 44 ] |